# Иван Дионисов
Иван Дионисов е български революционер, участник в Българското опълчение.

## Биография
Дионисов е роден в солунското село Ерекли, което тогава е в Османската империя. Емигрира във Виена, Австрия. Участва като доброволец в Сръбско-турската война през 1876 година и служи в българската доброволческа бригада на генерал Михаил Черняев. На 17 март 1877 тодина заминава от Белград за Румъния. След избухването на Руско-турската война е доброволец в Българското опълчение и на 7 май 1877 година е зачислен в IV рота на I опълченска дружина. Загива в боя при Стара Загора на 19 юли 1877 година.